# Deniss Rakels
Deniss Rakels, né le 20 août 1992 à Jēkabpils en Lettonie, est un footballeur international letton, qui évolue au poste d'attaquant au Paphos FC.

## Biographie

### Carrière de joueur
Deniss Rakels fait ses débuts dans les équipes de jeunes de sa ville natale dans l'ouest du pays, d'abord au Jēkabpils RSS, puis au Jēkabpils SC. Il est ensuite repéré à l'âge de 15 ans par le club professionnel du Liepājas Metalurgs qui l'aligne dès son arrivée au sein de son équipe réserve qui évolue en deuxième division lettone. Rüdiger Abramczik, l'entraîneur allemand de l'équipe première le fait jouer dès 2009 avec l'équipe première dans laquelle le jeune joueur de 17 ans s'impose rapidement. Ses prestations de qualité sont remarquées par différents observateurs venus des championnats occidentaux. Rakiss passe deux essais à l'étranger, le premier en décembre 2009 avec la Sampdoria Gênes (Serie A italienne), le second en août avec le FC Bâle (Superligue suisse) et le dernier en décembre 2010 avec le Rubin Kazan (Première Ligue russe), mais ceux-ci ne s'avèrent pas concluant. 
Deniss Rakels dispute deux matchs en Ligue des champions, et un match en Ligue Europa. 
Le 28 janvier 2016, il rejoint Reading.
Le 25 juin 2017, il est prêté au Lech Poznan.

### Carrière internationale
Deniss Rakels compte 31 sélections avec l'équipe de Lettonie depuis 2010. 
Il est convoqué pour la première fois par le sélectionneur national Aleksandrs Starkovs pour un match de la Coupe baltique 2010 contre la Lituanie le 18 juin 2010 (0-0).

## Palmarès

### En club
- Avec le Liepājas Metalurgs
  - Champion de Lettonie en 2009

### Distinction personnelle
- Meilleur buteur du Championnat de Lettonie en 2010 (18 buts)

## Statistiques
| Saison                | Club                  | Championnat           | Championnat | Championnat | Coupe(s) nationale(s) | Coupe(s) nationale(s) | Compétition(s) continentale(s) | Compétition(s) continentale(s) | Compétition(s) continentale(s) | Lettonie | Lettonie | Total | Total |
| Saison                | Club                  | Division              | M.          | B.          | M.                    | B.                    | Comp.                          | M.                             | B.                             | M.       | B.       | M.    | B.    |
| 2009                  | Liepājas Metalurgs    | Virslīga              | 14          | 9           | 0                     | 0                     | C3                             | 1                              | 0                              | -        | -        | 15    | 9     |
| 2010                  | Liepājas Metalurgs    | Virslīga              | 26          | 18          | 3                     | 3                     | C1                             | 2                              | 0                              | 2        | 0        | 33    | 21    |
| 2010-2011             | Zagłębie Lubin        | Ekstraklasa           | 4           | 0           | -                     | -                     | -                              | -                              | -                              | -        | -        | 4     | 0     |
| 2011-2012             | GKS Katowice (prêt)   | I liga                | 20          | 5           | 0                     | 0                     | -                              | -                              | -                              | -        | -        | 20    | 5     |
| 2012-2013             | GKS Katowice (prêt)   | I liga                | 27          | 11          | 0                     | 0                     | -                              | -                              | -                              | -        | -        | 27    | 11    |
| 2013-2014             | Zagłębie Lubin        | Ekstraklasa           | 5           | 0           | 0                     | 0                     | -                              | -                              | -                              | 3        | 0        | 8     | 0     |
| 2013-2014             | KS Cracovia           | Ekstraklasa           | 8           | 0           | -                     | -                     | -                              | -                              | -                              | -        | -        | 8     | 0     |
| 2014-2015             | KS Cracovia           | Ekstraklasa           | 33          | 11          | 3                     | 1                     | -                              | -                              | -                              | 8        | 0        | 44    | 12    |
| 2015-2016             | KS Cracovia           | Ekstraklasa           | 11          | 4           | 2                     | 0                     | -                              | -                              | -                              | 1        | 0        | 14    | 4     |
| Total sur la carrière | Total sur la carrière | Total sur la carrière | 148         | 58          | 8                     | 4                     | -                              | 3                              | 0                              | 14       | 0        | 173   | 62    |